# Silly Ho
«Silly Ho» es una canción del grupo TLC para su tercer álbum de estudio, FanMail (1999). La canción fue escrita y producida por Dallas Austin, bajo su pseudónimo de alter ego de inteligencia artificial, Crpyton. 
Debido a que Lisa "Left Eye" Lopes no pudo grabar la canción por asuntos de negocio, Vic-E la reemplazó temporalmente como un "cuarto miembro" de la banda e hizo una aparición para el verso de rap.
Fue lanzada como un sencillo promocional de FanMail y alcanzó el puesto 21 en los Billboard Hot R&B/Hip-Hop Songs, así como ocupó el puesto 59 en los Billboard Hot 100. Junto a "No Scrubs", resultó ser un éxito en las emisoras gozando de un "tremendo" airplay.
Recibió críticas mixtas de críticos musicales, quienes alabaron la pista en sí, pero criticaban sus letras feministas engañosas. Además, diversas críticas compararon la pista con el "Are You That Somebody?" de Timbaland y Aaliyah, catalogándolo como un "intento sin progreso".
Ann Powers de Rolling Stone criticó a Austin tratando de enviar el mensaje equivocado de feminismo, entre tanto Robert Christgau de The A.V. Club lo calificó como uno de los mejores sencillos de FanMail. Al igual que Jonathan Bernstein de Spin, que predijo que sería "un éxito futuro".

## Listado de pistas y formato
- Promotional US CD[11]

1. "Silly Ho" (Clean Version) – 4:15
2. "Silly Ho" (Instrumental) – 4:15
3. "Silly Ho" (Callout Research Hook) – 0:10

- Promotional US 12" vinyl[12]

1. "Silly Ho" (Clean Version) – 4:16
2. "Silly Ho" (Album Version) – 4:16
3. "Silly Ho" (Instrumental) – 4:16
4. "Silly Ho" (A cappella) – 4:16

## Posicionamiento en listas
| Lista (1999)                           | Mejor posición |
| -------------------------------------- | -------------- |
| Canada Top Singles (RPM)               | 32             |
| Estados Unidos (Billboard Hot 100)     | 59             |
| Estados Unidos (Hot R&B/Hip-Hop Songs) | 21             |
| Estados Unidos (Rhythmic)              | 5              |

### Fin de año
| Listas (1999)           | Posición |
| ----------------------- | -------- |
| US Rhythmic (Billboard) | 31       |